# Lina Roxa
Raymonde Duconget, dite Lina Roxa, née le 24 septembre 1902 à Maisons-Laffitte et morte le 30 novembre 1995 à Argenteuil, est une actrice française.

## Filmographie

### Cinéma
- 1936 : Prête-moi ta femme de Maurice Cammage
- 1936 : Tout va très bien madame la marquise de Henry Wulschleger
- 1937 : La Loupiote de Jean Kemm et Jean-Louis Bouquet
- 1937 : La Pocharde de Jean Kemm et Jean-Louis Bouquet
- 1938 : Prisons de femmes de Roger Richebé
- 1938 : Une de la cavalerie de Maurice Cammage
- 1939 : Petite Peste de Jean de Limur
- 1939 : Prince Bouboule de Jacques Houssin
- 1942 : La Femme perdue de Jean Choux
- 1945 : Peloton d'exécution de André Berthomieu
- 1946 : Monsieur Grégoire s'évade de Jacques Daniel-Norman
- 1947 : La Kermesse rouge de Paul Mesnier
- 1948 : Halte... Police ! de Jacques Séverac
- 1949 : Docteur Laennec de Maurice Cloche
- 1949 : Maya de Raymond Bernard
- 1949 : Ronde de nuit de François Campaux
- 1951 : Bel Amour (ou Le Calvaire d'une mère) de François Campaux
- 1952 : Piédalu fait des miracles de Jean Loubignac
- 1954 : Anatole chéri de Claude Heymann
- 1954 : Piédalu député de Jean Loubignac
- 1957 : Du sang sous le chapiteau de Georges Péclet
- 1957 : Mimi Pinson de Robert Darène
- 1958 : Les Gaîtés de l'escadrille de Georges Péclet
- 1958 : Prisons de femmes de Maurice Cloche
- 1959 : Bal de nuit de Maurice Cloche
- 1960 : Le Septième Jour de Saint-Malo de Paul Mesnier
- 1963 : La Porteuse de pain de Maurice Cloche
- 1963 : L'espionne sera à Nouméa de Georges Péclet
- 1964 : Jean-Marc ou la Vie conjugale de André Cayatte
- 1964 : Françoise ou la Vie conjugale de André Cayatte
- 1979 : Tess de Roman Polanski

### Télévision
- 1961 : Doubrovsky, téléfilm de Alain Boudet (diffusé dans l'émission Le Théâtre de la jeunesse)
- 1964 : La Cousine Bette, téléfilm de Yves-André Hubert
- 1966 : La Fin de la nuit, téléfilm de Albert Riéra
- 1966 : Un beau dimanche, téléfilm de François Villiers
- 1968 : La Séparation, téléfilm de Maurice Cazeneuve
- 1967 : Les Enquêtes du commissaire Maigret de René Lucot, épisode La Tête d'un homme
- 1969 : Les Enquêtes du commissaire Maigret de René Lucot, épisode La Maison du juge
- 1969 : L'affaire Lacoste, épisode du 13 décembre 1969 de l'émission de télévision judiciaire française En votre âme et conscience de Pierre Desgraupes, Pierre Dumayet et Claude Barma
- 1970 : Tout spliques étaient les Borogoves, téléfilm de Daniel Le Comte
- 1971 : Les Enquêtes du commissaire Maigret de Marcel Cravenne, épisode Maigret aux assises : la femme de ménage
- 1972 : François Gaillard ou la vie des autres de Jacques Ertaud, épisode Cécile et Nicolas
- 1972 : Celle qu'on laisse passer, téléfilm de Edmond Tyborowski
- 1972 : Les Thibault (épisode 1 saison 1), mini-série de André Michel
- 1973 : La Ligne de démarcation, épisode 3 Alex, mini-série de Jacques Ertaud : Madame Prudent
- 1973 : Les Enquêtes du commissaire Maigret de Claude Barma et Jacques Rémy, épisode Maigret et l'Homme du banc
- 1974 : Meurtre à crédit, téléfilm de Dany Fog
- 1974 : Mort au jury, mini-série de Jean Maley
- 1975 : Les renards, téléfilm de Philippe Joulia
- 1975 : La Mort d'un touriste, mini-série de Abder Isker
- 1976 : Robert Macaire, téléfilm de Roger Kahane
- 1977 : Aurore et Victorien, mini-série de Jean-Paul Carrère
- 1978 : Les Enquêtes du commissaire Maigret de Claude Barma et Jacques Rémy, épisode Maigret et le Tueur
- 1980 : Le Querellé ou la Nécessité d'être comme tout le monde, épisode de la série Les Dossiers éclatés de Alain Boudet
- 1983 : Les Enquêtes du commissaire Maigret de Claude Barma et Jacques Rémy, épisode Maigret s'amuse